# Loi hongroise anti-LGBTQ
En juin 2021, le Parlement hongrois adopte une loi anti-LGBTQ intitulée « Loi LXXIX de 2021 visant à prendre des mesures plus sévères contre les délinquants pédophiles et à modifier certaines lois pour la protection des enfants ». Appelée plus communément « loi hongroise anti-LGBT », cette loi consiste en des amendements législatifs à plusieurs lois, qui interdisent le partage d'informations liées à l'existence de la communauté LGBTIQ avec des mineurs dans la publicité, les médias, les écoles, les librairies et dans les interactions familiales. La loi est critiquée car assimile les personnes LGBTIQ+ à des pédophiles.
La loi est approuvée par le Parlement hongrois le 15 juin 2021, à 157 voix contre 1, la plupart des partis d'opposition ayant alors boycotté le vote.
Le projet de loi a été immédiatement condamné par seize États membres de l'UE, le Parlement européen, la Commission européenne, 30 ambassades et d'importantes organisations de défense des droits de l'homme,,,,. L’Union européenne et les États-Unis considèrent que ces amendements constituent des restrictions discriminatoires à l’encontre des personnes LGBTIQ,,.
Après l'adoption de la loi, la Commission européenne a engagé une procédure d'infraction devant la Cour de justice de l'Union européenne contre la Hongrie pour violation de la Charte des droits fondamentaux de l'UE. 16 États membres de l'UE et le Parlement européen se sont joints à la plainte, ce qui en fait le plus grand procès au sujet des Droits Humains de l'histoire de l'UE,. La première audience a eu lieu le 19 novembre 2024. Une décision est attendue à l’automne 2025[réf. souhaitée].

## Contenu des amendements
L'acte LXXIX de 2021 est constitué d'amendements à 5 textes législatifs touchant de multiples domaines juridiques. Ces amendements interdisent le partage d’informations liées aux personnes LGBTIQ et à leur existence avec des mineurs, considérant que cela revient à promouvoir l’homosexualité ou le changement de sexe, et que cela nuirait à la sécurité et à la santé des mineurs.
Les dispositions de la loi anti-LGBTQI comprennent des amendements aux cinq lois suivantes: (1) la loi n°XXXI de 1997 sur la protection des enfants et l'administration de la tutelle; (2) la loi n°CCXI de 2011 sur la protection des familles; (3) la loi n°XLVIII de 2008 sur les conditions de base et certaines restrictions des activités de publicité économique; (4) la loi n°CLXXXV de 2010 sur les services de médias et la communication de masse; et (5) la loi n°CXC de 2011 sur l'éducation publique nationale.

### Justification principale: la protection de l'enfance
La base des amendements suivants est l'article ajouté à la loi XXXI de 1997 sur la protection des enfants et l'administration de la tutelle, stipulant que « l'État protège le droit des enfants à une identité propre correspondant à leur sexe à la naissance. » Sous prétexte de la protection des droits de l'enfant, il est alors « interdit de rendre accessible à des personnes n'ayant pas atteint l'âge de dix-huit ans un contenu pornographique ou qui dépeint la sexualité de manière superflue ou qui propage ou dépeint une divergence par rapport à l'identité propre correspondant au sexe à la naissance, au changement de sexe ou à l'homosexualité. » A noter que par « identité propre correspondant au sexe à la naissance, il est entendu « identité de genre » ».[réf. nécessaire]

### L'éducation sexuelle à l'école
Le projet de loi prévoit deux séries de restrictions en matière d’éducation. Elle interdit de donner des cours d’éducation sexuelle, de biologie, de sciences naturelles ou de santé qui évoquent des concepts différant l’image traditionnelle et hétérosexuelle de la famille. La loi prévoit notamment les modifications suivantes concernant les cours d’éducation sexuelle. Premièrement, la loi établit l’interdiction d’exposer les mineurs à tout contenu pornographique et à tout contenu qui présente une image autre que l’image traditionnelle de la famille et du sexe, par exemple, le changement de sexe, l’orientation non hétérosexuelle, la famille homoparentale ou la famille monoparentale. Deuxièmement, la loi introduit un système d’enregistrement et d’accréditation pour les organisations qui dispensent des cours d’éducation sexuelle aux mineurs. Cette mesure, laissant au gouvernement le pouvoir d'accréditer les organisations de leur choix, entrave dans la pratique la fourniture de cours complets, fondés sur la science et inclusifs, en particulier pour les organisations dirigées par des personnes LGBTQI. Troisièmement, la loi modifie la loi II de 2012 sur les infractions mineures et criminalise les enseignants et les directeurs d’école qui autorisent la tenue de cours d'éducation sexuelle complets, basés sur la science et inclusifs, en particulier par des organisations dirigées par des personnes LGBTQI.
En raison de la loi anti-LGBTIQ, l’accès aux écoles par des experts et des organisations externes pour dispenser des cours – entre autres – sur la sexualité est limité. La loi prévoit que seuls les experts et les organisations enregistrés auprès d’un organisme public spécial peuvent dispenser une éducation sexuelle dans les écoles. Cependant, depuis l’adoption de la loi, aucun organisme public pratiquant ces enregistrements n’a été créé. En l’absence de d'organisme pratiquant cette application, aucune organisation de la société civile ni aucun expert externe ne peut actuellement dispenser des cours d’éducation sexuelle dans les établissements d’enseignement public. En conséquence, les enseignants ne peuvent pas inviter d’experts pour parler de sexualité. Cette interdiction de fait a été mise en œuvre de manière si large que même une ONG ayant un programme d’éducation aux droits de l’homme qui ne se concentre pas sur les questions LGBTQ a été bannie des écoles avec lesquelles elle travaille depuis de nombreuses années.

### Contenu multimédia
Les amendements prévoient que tous les contenus médiatiques, tels que les livres et les films, qui présentent des « familles non traditionnelles » ou font référence à des « identités de genre non traditionnelles » doivent être immédiatement identifiés via une clause de non-responsabilité ou un autre message similaire mentionnant qu'ils montrent une image de famille non biparentale et/ou hétérosexuelle. Elle comprend des restrictions sur la représentation LGBTIQ dans les médias en interdisant les contenus décrivant des sujets LGBTIQ à la télévision en journée et en interdisant aux entreprises de mener des campagnes de solidarité avec la communauté LGBTIQ. Les peines pour non respect de ces provisions vont d’amendes à des peines de prison,.

### Ventes de livres
Le 6 août 2021, une législation d'application découlant de la loi en question modifiant la loi relative aux activités commerciales a été émise et publiée au Journal officiel de la Hongrie (Magyar Közlöny) (voir la section dédiée sous Législation résultante). Elle ajoute des limitations à la vente de produits destinés aux enfants, qui présentent une déviation de l'identité sexuelle de naissance, un changement de sexe ou l'homosexualité, ainsi que des produits présentant la sexualité. Conformément aux nouvelles restrictions, ces produits doivent être retirés des rayons jeunesse, placés dans des emballages en film plastique fermés pour empêcher d'être feuilletés, ne doivent pas être placés dans la vitrine d'un magasin et ne peuvent pas être vendus à moins de 200 mètres des écoles, des institutions pour jeunes, des églises et d'autres lieux destinés à la pratique de la religion. La nouvelle législation est entrée en vigueur trente jours après sa publication et son respect sera contrôlé par les autorités de protection des consommateurs,. En vertu de l'article 27(1) du décret, le notaire du gouvernement local peut suspendre certaines activités commerciales ou fermer un magasin pendant une période maximale de 90 jours si ces règles sont violées. Conformément à l'article 27(2), si le propriétaire ne se conforme pas aux exigences imposées par le notaire, celui-ci peut fermer définitivement le magasin.

### Utilisation d'un langage vague
L'amendement à la loi CCXI de 2011 sur la protection des familles (article 10 de la loi) stipule que « […] il est interdit de rendre accessible aux personnes n'ayant pas atteint l'âge de dix-huit ans un contenu qui […] propage ou représente une divergence par rapport à l'identité personnelle correspondant au sexe à la naissance, au changement de sexe ou à l'homosexualité. » Le langage vague utilisé dans la loi a suscité des craintes parmi les couples de même sexe que de simples actes comme se tenir la main dans la rue finissent par être qualifiés de « promotion de l'homosexualité » et conduisent à des arrestations.

## Histoire

### Tentatives précédentes
En avril 2012, le Jobbik, alors parti nationaliste d'extrême-droite, a tenté d'introduire un projet de loi au parlement hongrois qui modifierait la constitution nationale pour prétendument « protéger la morale publique et la santé mentale des jeunes générations » en interdisant la popularisation de la «déviance sexuelle ». La législation a été rédigée par le porte-parole du parti Ádám Mirkóczki. Il s'agissait de cibler « l'homosexualité, les changements de sexe, le travestisme, la bisexualité et les comportements pédophiles ». Les amendements proposés criminaliseraient quiconque « popularise ses relations sexuelles – déviances – avec une autre personne du même sexe, ou d’autres troubles du comportement sexuel, devant le grand public ». La peine serait de trois ans de prison, ou de cinq ans si la « vulgarisation » est faite devant des mineurs. Le projet de loi n’a finalement pas été adopté.

### Processus législatif
Lors de la session parlementaire du 15 juin 2021, le député du Fidesz Csaba Hende, a présenté le projet de loi. Les membres des partis d'opposition de gauche (Parti socialiste hongrois, Coalition démocratique, LMP - Parti vert hongrois et Dialogue pour la Hongrie), ainsi que certains députés indépendants comme Bernadett Szél, Ákos Hadházy et Szabolcs Szabó ont boycotté la séance et n'ont pas participé au vote. Les députés présents ont approuvé la législation à la quasi-unanimité à 157 voix contre 1. Tous les membres présents du parti au pouvoir Fidesz et des partis d'opposition de droite Jobbik et Mi Hazánk, ainsi que certains députés indépendants comme Imre Ritter, ont voté pour. Le député indépendant Sándor Székely a voté contre. La loi a été signée par le président János Áder le 23 juin et est entrée en vigueur le 7 juillet 2021.

## Développements juridiques et politiques qui en résultent

### En Hongrie

#### Décret gouvernemental 473/2021 modifiant le décret gouvernemental 210/2009 relatif aux conditions d'exercice des activités commerciales
Le 6 août 2021, le décret gouvernemental 473/2021 modifiant le décret gouvernemental 210/2009 sur les conditions d'exercice des activités commerciales a été adopté, en tant que règlement d'application. Elle limite les ventes de produits ciblant les enfants « représentant ou propageant une divergence par rapport à l’identité personnelle correspondant au sexe à la naissance, au changement de sexe et à l’homosexualité ». Ce décret a eu un impact majeur notamment sur les ventes de livres. Selon la loi, de tels produits ne peuvent pas être vendus à moins de 200 mètres des écoles, des institutions pour enfants ou jeunes et des églises, doivent être emballés dans du film plastique pour empêcher la lecture, ne peuvent pas être exposés dans les vitrines des magasins et doivent être retirés des sections jeunesse. En vertu de l'article 27(1) du décret, le notaire du gouvernement local peut suspendre certaines activités commerciales ou fermer le magasin pendant une période maximale de 90 jours si ces règles sont violées. Conformément à l'article 27(2), si le propriétaire ne se conforme pas aux exigences imposées par le notaire, celui-ci peut fermer définitivement le magasin.

#### Référendum de 2022
Le gouvernement hongrois a annoncé un référendum sur la loi anti-LGBT qui a eu lieu le 3 avril 2022. La part des votes valides lors du référendum était inférieure aux 50 % requis. Devenue invalide, la loi est cependant restée en vigueur.

#### Interdiction de la marché des fiertés en 2025
Le 18 mars 2025, le Parlement hongrois a adopté des amendements à la loi LV de 2018 sur le droit de réunion, communément appelée loi sur la liberté de réunion. S'appuyant sur les dispositions de la loi anti-LGBT de 2021, l'interdiction de la Budapest Pride est un acte exécutif de la loi de 2021. Les amendements récemment adoptés interdisent la tenue d'un rassemblement qui « promeut ou affiche une déviation par rapport au sexe d'une personne à la naissance, ainsi que le changement de sexe et l'homosexualité ». La participation à de tels événements sera passible d'une amende pouvant aller jusqu'à l'équivalent de 500 euros, tandis que leur organisation sera considérée comme une infraction pénale, passible d'une peine pouvant aller jusqu'à un an de prison en vertu du Code pénal. La loi permet également l'utilisation de logiciels de reconnaissance faciale pour identifier et classer les participants à de tels évènements, que les opposants à la loi dénonce comme une violation du RGPD et des réglementations de l'UE en matière d'IA. Le projet de loi a été adopté par le Parlement lors d'un processus législatif éclair (une journée entre le dépôt et le vote) et entrera en vigueur le 15 avril 2025,.
L'amendement de la loi sur les rassemblements nécessite une modification constitutionnelle, stipulant que « le droit des enfants au développement physique, psychologique et moral prime sur tous les autres droits, à l'exception du droit à la vie». Cette modification de la constitution fait en sorte que les droits fondamentaux des enfants (ne pas être exposés à des contenus LGBT) priment tous les droits fondamentaux, y compris le droit de réunion, à l'exception du droit à la vie. Ce changement constitutionnel, à savoir le 15e amendement à la Loi fondamentale (la Constitution hongroise), n’a pas encore été voté au Parlement. Son vote est prévu pour avril 2025. En outre, elle interdirait constitutionnellement la reconnaissance légale du genre, reconnaissant uniquement le sexe biologique,.
Ces développements légaux ont été mis en œuvre à la suite de la déclaration du Premier ministre Viktor Orbán, dans laquelle il a annoncé son intention d’interdire la Marche des fiertés annuelle.

## Réactions

### Réactions en Hongrie
Les amendements ont déclenché une série de protestations en Hongrie de la part de membres et soutiens de la communauté LGBT et de groupes de défense des droits humains,,,,. Une pétition et une lettre ont été écrites au président hongrois János Áder, l'exhortant à rejeter la loi grâce à son pouvoir de véto La pétition en ligne avait été signée plus de dix mille fois au 7 août 2021.
L'organisation de défense des droits humains Amnesty International Hongrie a également demandé aux citoyens de signer sa propre pétition, réalisée en collaboration avec Budapest Pride, Háttér Society, Labrisz Leszbikus Egyesület, le Comité Helsinki hongrois et TASZ (Union hongroise des libertés civiles) et soutenue par la section LGBTQ de la Société hongroise de psychologie, demandant au médiateur Ákos Kozma de transmettre la loi à la Cour constitutionnelle de Hongrie. Cette dernière pétition avait été signée plus de 11 000 fois au 7 août 2021.

### Réactions internationales

Déclaration de l'UE concernant la loi hongroise anti-LGBT:
Pays ayant joint la déclaration
Pays n'ayant pas joint la déclaration
Pays n'ayant pas joint la déclaration pour cause de neutralité de la présidence
Pays ne faisant pas partie de l'UE

#### Union européenne
La loi a été immédiatement condamnée par de hauts responsables d'une majorité des pays de l’UE et de groupes du Parlement européen. Le 22 juin 2021, la loi a été discutée au Conseil de l'Union européenne. Au total, seize États sur vingt-sept l'ont condamnée, la Belgique, les Pays-Bas et le Luxembourg ayant publié une déclaration critique qualifiant la loi de violation de la Charte des droits fondamentaux de l'Union européenne et exhortant la Commission européenne à utiliser tous les outils à sa disposition pour garantir le respect des lois européennes, y compris le recours à la Cour de justice de l'Union européenne. La déclaration a été immédiatement approuvée par le Danemark, l'Estonie, la Finlande, la France, l'Allemagne, l'Irlande, l'Irlande, la Lituanie, l'Espagne, la Suède et la Lettonie, par l'Italie à la fin de la réunion et par l'Autriche et la Grèce le lendemain. En réponse à cette déclaration, le ministre hongrois des Affaires étrangères Péter Szijjártó a rejeté toutes les opinions négatives et a exhorté les critiques à lire la loi dans son intégralité.
La présidente de la Commission européenne, Ursula von der Leyen, a exprimé son inquiétude et a tweeté : « Je crois en une Europe qui embrasse la diversité, et non en une Europe qui la cache à nos enfants. Personne ne devrait être discriminé sur la base de son orientation sexuelle ».
Le 25 juin 2021, la nouvelle législation hongroise a été longuement discutée lors d’un sommet des dirigeants de l’UE. Le Premier ministre néerlandais Mark Rutte a déclaré au Premier ministre hongrois Viktor Orbán : « Si cela ne vous convient pas, il existe aussi une alternative : quitter l'Union européenne ». Le président français Emmanuel Macron a déclaré que la loi « ne semble pas être conforme à nos valeurs » et qu'il espérait qu'elle pourrait être modifiée par le dialogue. Le Premier ministre luxembourgeois Xavier Bettel a déclaré que le Premier ministre Viktor Orbán avait tort d'apparenter l'homosexualité avec la pédophilie. De son côté, en contraste, l'ambassadeur de Pologne en Allemagne, Andrzej Przylebski, a soutenu qu'il était « évident et hors de tout doute » que le parlement hongrois avait le droit de protéger par la loi les écoliers contre des problèmes tels que l'homosexualité et a déclaré : « Cela n'a rien à voir avec l'intolérance, et encore moins avec la persécution des homosexuels ».

#### Commission de Venise
En décembre 2021, la Commission de Venise a publié ses conclusions selon lesquelles la loi était en conflit avec la Convention européenne des droits de l'homme et d’autres normes internationales relatives aux droits humains. Salon la commission, la loi est trop vague pour répondre à l’exigence de prévisibilité, porte atteinte au droit à la liberté d’expression et constitue une discrimination fondée sur l’orientation sexuelle et l’identité de genre.

#### États-Unis
L'ambassade des États-Unis à Budapest a exprimé sa profonde inquiétude quant à la loi hongroise anti-LGBT et a déclaré : « Les États-Unis défendent l'idée que les gouvernements doivent promouvoir la liberté d'expression et protéger les droits humains, y compris les droits des membres de la communauté LGBTQI+ ».

#### Nations unies
Le secrétaire général des Nations unies, António Guterres a déclaré : « Aucune discrimination n'est acceptable en aucune circonstance, et toute discrimination à l'encontre des personnes LGBTIQ+ est totalement inacceptable dans nos sociétés modernes ».

## Procédures d'infraction de l'Union européenne
Le 15 juillet 2021, la Commission européenne a lancé une procédure d'infraction contre la Hongrie pour violation des garanties de liberté d'expression et de non-discrimination prévues par la Charte des droits fondamentaux de l'UE, en lui envoyant une lettre de mise en demeure.
Le 2 décembre, la Commission européenne a annoncé avoir envoyé un avis motivé à la Hongrie.
Le 15 juillet 2022, la Commission a saisi la Cour de justice de l'Union européenne, n'ayant pas reçu de réponse adéquate de la Hongrie,,.
La Commission a suspendu plus de 700 millions d'euros de financement de cohésion de l'UE en raison du refus de la Hongrie d'abroger la loi, sous raison que celle-ci viole la condition d'habilitation horizontale liée à la Charte des droits fondamentaux de l'UE, une condition préalable à l'accès aux fonds de l'UE.
En avril 2023, 16 États membres (Belgique, France, Allemagne, Luxembourg, Pays-Bas, Autriche, Irlande, Malte, Danemark, Portugal, Espagne, Suède, Slovénie, Finlande, Grèce et plus tard l'Estonie) et le Parlement européen se sont joints au procès, en soutien à la Commission,. Le nombre d'États membres qui soutiennent cette affaire fait de celle-ci la plus grande affaire de droits humains de l'histoire de l'UE.
L'audience a eu lieu le 19 novembre 2024. L'avis de l'avocate générale Tamara Ćapeta est publié le 5 juin 2025, soutenant l'interprétation de la Commission. Une décision est attendue à l'automne 2025[réf. souhaitée].

## Application de la loi

### Contenu télévisé
L'une des plus grandes chaînes de télévision commerciales de Hongrie, RTL Klub, a refusé de diffuser des publicités de service public pour l'édition 2022 de la marche des fiertés de Budapest, arguant que la diffusion de tels contenus était interdite par la loi anti-LGBT. En 2021, RTL, craignant que le film Marions-nous ! ne soit interdit par la loi, a contacté le Conseil des médias de l'Autorité nationale des médias et de l'infocommunication, qui a réévalué la catégorisation du film en le déclarant impropre aux mineurs de moins de 18 ans. Le film ne contient ni nudité ni sexe et a reçu une classification PG-13 aux États-Unis, 12 au Royaume-Uni et 7 en Espagne. En 2023, le Conseil des médias a décidé qu'un court métrage faisant la promotion de la Budapest Pride ne pouvait être diffusé qu'entre 22 heures et 5 heures du matin, une décision contre laquelle RTL ainsi que Budapest Pride ont déposé une plainte,.

### Livres
La vente de livres incluant du contenu relatif à l'existence de la communauté LGBTQI a connu a été très impactée par la loi,. Le 13 juillet 2023, un bureau du gouvernement de Budapest a infligé une amende de 12 millions de forints (30 000 €) à la deuxième plus grande librairie de Hongrie, Lira, pour avoir vendu Heartstopper de l'auteure britannique Alice Oseman, entre autres livres destinés aux mineurs, sans les emballer dans du film plastique.

### Sites Web et initiatives sur la santé des jeunes
Kamaszpanasz, un site Web sur la santé des jeunes, a supprimé son contenu LGBTQ et a reclassé le reste comme ne convenant pas aux moins de 18 ans, y compris le contenu expliquant simplement la signification de « l'orientation sexuelle ». Le contenu discutant des pratiques sexuelles hétérosexuelles n'a pas été supprimé, ni reclassé.
En juin 2021, la Faculté des sciences humaines de l'Université Loránd-Eötvös a publié une brochure LGBTQ sur sa page Instagram officielle, mais elle a été retirée quelques jours plus tard en raison de la pression externe du Mouvement de jeunesse d'extrême droite des soixante-quatre comtés. L'université a ensuite fait valoir qu'elle ne pourrait pas republier le livret LGBTQ car cela serait illégal en vertu de la loi anti-LGBT.

### Marques commerciales
La société de cosmétiques NYX Professional Makeup a restreint l'accès à sa page Instagram hongroise aux personnes de moins de 18 ans par crainte qu'elles ne violent la loi en raison de la présence occasionnelle de maquillages aux couleurs de l'arc-en-ciel et de défis liés à la Pride.
Des entreprises internationales telles que Coca-Cola, H&M et Levi's ont également cessé de faire des publicités liées à la Pride hongroise depuis l'adoption de la loi anti-LGBT.

## Conséquences et effets sur la communauté LGBT hongroise

### Augmentation des attaques homophobes
Selon un rapport de l'organisation civile LGBTIQ hongroise, Háttér Society, il y a eu une augmentation des attaques homophobes après l'introduction de la nouvelle loi. Le rapport ajoute que les agressions verbales sont les plus fréquentes, certains conflits dégénérant en menaces de violence et allant même jusqu'à commettre des actes de violence contre les personnes LGBT ou à porter atteinte à leurs biens.

### Interdiction de facto de l’éducation sexuelle
Depuis l’adoption de la loi, aucun organisme public facilitant l’enregistrement des experts et des organisations capables de dispenser une éducation sexuelle n’a été créé. En conséquence, les enseignants ne peuvent pas inviter d’experts pour parler de sexualité. Cette interdiction de fait a été mise en œuvre de manière si large que même une ONG avec un programme d’éducation aux droits de l’homme qui ne se concentre pas sur les questions LGBTQ a été bannie des écoles avec lesquelles elle travaille depuis de nombreuses années. Certaines écoles ont révélé en privé à la Háttér Society que seules les ONG conservatrices liées au FIDESZ d'Orbán peuvent être invitées sans être enregistrées. De plus, plusieurs enseignants, psychologues scolaires et infirmières ont signalé qu’il leur avait été interdit de discuter de questions LGBT avec leurs élèves. Ceux qui tentent de maintenir une approche de soutien envers leurs élèves subissent une pression immense, car ils risquent de voir leur nom et leur photo apparaître sur une liste publique d’enseignants, compilée par un portail d’information d’extrême droite. Même la vie privée des professionnels de l'école n'est pas épargnée ; selon la Háttér Society, une psychologue scolaire qui, pendant son temps libre, travaille comme militante pour les droits LGBTQ, a été invitée par son école à signer un document dans lequel elle promettait de ne pas mentionner pendant son activisme qu'elle travaillait comme psychologue scolaire. Une enseignante lesbienne a été contrainte de démissionner après avoir subi des pressions de la part du directeur de l'école. Un enfant a été empêché de choisir un arc-en-ciel comme symbole dans sa maternelle, par crainte de violer la loi.

### Augmentation du soutien pour les causes LGBT
D’après un article de Radio Free Europe/Radio Liberty de janvier 2024, la loi a pu avoir comme effet inattendu d'augmenter le soutien pour les causes LGBT par la population hongroise.